# Лев Фока Молодший
Лев Фока Молодший (*Λέων Φωκᾶς, 915/920 — після 971) — державний та військовий діяч Візантійської імперії.

## Життєпис
Походив з аристократичного роду Фок. Син Барди Фоки Старшого, військовика. Здобув гарну освіту. Замолоду виявив хист до військової справи, був звитяжним вояком.
За імператора Костянтина VII 944 року Лев Фока був призначений стратігом Каппадокії, з 950 року стає доместиком схол Сходу, а у 959 році — доместиком схол Заходу. Вів успішні війни з арабами в Кілікії, вщент розгромив військо Сейф ад-Даули Хамданіда, еміра Халеба, в ущелині в горах Тарса 8 листопада 960 року. Сам емір встиг втекти, відволікаючи візантійських воїнів від погоні розсипаних спеціально золотом і сріблом на шляху переслідували. Потім Фока з військом і здобиччю повернувся до Константинополя і там був зустрінутий тріумфом на столичному іподромі.
У грудні 960 року був нагороджений титулом магістра від імператора Романа II. У 961 році Лев на посаді доместіка схол Заходу з малими силами зумів перемогти велику орду угорців, що переправилися через Дунай і вдерлися на територію імперії. Після цього його призначено доместіком схол Сходу, де він протистояв нападав військ Мосульського емірату.
Під час повстання свого старшого брата у 963 році Лев втік зі столиці і приєднався до війська Никифора Фоки. Після приходу до влади останнього Лев Фока став куропалатом і логофетом дром. Втім замало приділяв часу державним справам, більше — накопиченню статків. Так, зайнявся спекуляціями хлібом в столиці, що налаштувало константінопольцев проти його брата-імператора.
Під час заколоту Іоанна Цимісхія і вбивства імператора Никифора II у 970 році Лев боязко сховався в храмі Святої Софії, навіть не спробувавши зупинити змовників. Новий імператор Іоанн I заслав позбавив Льва Фоку усіх посад і його сина Никифора до міста Мітімна на о. Лесбос.
У 970 році Лев виявився причетним до заколоту свого сина Барди Фоки. Через свого друга Стефана, єпископа Абідоса, він підбивав до повстання проти Іоанна I стратиотів феми Македонія. Змову було розкрито, Льва і його сина Никифора доставлено на суд до Константинополя, вони були визнані винними і засуджені до позбавлення зору. Проте імператор залишив їм зір. Лев Фока і Никифор Фока були знову відправлені на заслання на Лесбос.
971 року Лев Фока знову спробував повернутися до влади під час відсутності імператора Іоанна I в столиці. Разом з Никифором Фокою він таємно прибув до Константинополя і почав підготовку змови, але був виданий владі. Разом із сином Льва відправлено на о. Проті, де засліплено за наказом імператора. Усе їхнє майно конфісковано. Ймовірно, на засланні Лев і помер через якийсь час.

## Родина
- Никифор (940—після 989), вест і патрикій
- Барда (після 940—989), стратіг і дукс
- Софія, дружина Костянтина Скліра
- Петро, стратопедарх